# Gouvernement Crvenkovski III
République de Macédoine
Gueorguievski Kostov
Le gouvernement Crvenkovski III (en macédonien : Трета влада на Црвенковски) est le gouvernement de la république de Macédoine entre le 1er novembre 2002 et le 2 juin 2004, durant la quatrième législature de l'Assemblée.

## Mandat
Dirigé par l'ancien président du gouvernement social-démocrate Branko Crvenkovski, ce gouvernement est constitué et soutenu par une coalition de centre gauche entre l'Union social-démocrate de Macédoine (SDSM), l'Union démocratique pour l'intégration (BDI/DUI) et le Parti libéral-démocrate (LDP). Ensemble, ils disposent de 76 députés sur 120, soit 63,3 % des sièges de l'Assemblée.
Il est formé à la suite des élections législatives du 15 septembre 2002.
Il succède donc au gouvernement de Ljubčo Georgievski, constitué et soutenu par une coalition de centre droit entre l'Organisation révolutionnaire macédonienne intérieure - Parti démocratique pour l'Unité nationale macédonienne (VMRO-DPMNE), l'Alternative démocratique (DA) et le Parti démocratique des Albanais (DPA/PDSh).
Au cours du scrutin, la coalition « Ensemble pour la Macédoine », constituée autour de la SDSM et du LDP, remporte l'exacte moitié des sièges de députés, tandis que l'alliance formée par la VMRO-DPMNE se contente d'un quart des mandats.
Le 7 octobre, le président de la République Boris Trajkovski charge Crvenkovski, président de l'Union sociale-démocrate, de former le nouvel exécutif. Celui-ci établit alors une majorité parlementaire avec la BDI/DUI, devenu premier parti des Albanais de Macédoine. Le 1er novembre 2002, le gouvernement remporte le vote de confiance par 72 voix pour et 28 contre.
Le chef de l'État meurt quinze mois plus tard, le 26 février 2004, en Bosnie-Herzégovine dans l'accident de son avion. Le président de l'Assemblée Ljupčo Jordanovski, qui exerce l'intérim de la présidence de la République, convoque une élection présidentielle anticipée le 14 avril. La SDSM investit Crvenkovski, qui l'emporte avec 62 % des voix au second tour, le 28 avril. Il démissionne alors de ses fonctions et Radmila Šekerinska prend l'intérim de la direction de l'exécutif.
Le 2 juin, l'Assemblée accorde l'investiture au gouvernement constitué par Hari Kostov et soutenu par la coalition au pouvoir.

## Composition
| Poste                                                               | Titulaire | Titulaire               | Parti   |
| ------------------------------------------------------------------- | --------- | ----------------------- | ------- |
| Président du gouvernement                                           |           | Branko Crvenkovski      | SDSM    |
| Vice-présidente du gouvernement Chargée de l'Intégration européenne |           | Radmila Šekerinska      | SDSM    |
| Vice-président du gouvernement Chargé du Système politique          |           | Mussa Xhaferi           | DUI/BDI |
| Vice-président du gouvernement Ministre des Finances                |           | Petar Gošev             | LDP     |
| Ministre de la Défense                                              |           | Vlado Bučkovski         | SDSM    |
| Ministre des Affaires étrangères                                    |           | Ilinka Mitreva          | SDSM    |
| Ministre de l'Intérieur                                             |           | Hari Kostov             | Sans    |
| Ministre de l'Économie                                              |           | Ilija Filipovski        | SDSM    |
| Ministre de la Justice                                              |           | Ismaïl Darišta          | DUI/BDI |
| Ministre des Transports et des Communications                       |           | Milaïm Ajdini           | DUI/BDI |
| Ministre de la Santé                                                |           | Rexhep Selmani          | DUI/BDI |
| Ministre des Affaires locales                                       |           | Aleksandar Gueštakovski | SDSM    |
| Ministre du Travail et de la Politique sociale                      |           | Jovan Manassievski      | LDP     |
| Ministre de l'Éducation et de la Science                            |           | Azis Položani           | DUI/BDI |
| Ministre de l'Agriculture, des Forêts et des Eaux                   |           | Slavko Petrov           | LDP     |
| Ministre de la Culture                                              |           | Blagoja Stefanovski     | SDSM    |
| Ministre de l'Environnement et de l'Aménagement du territoire       |           | Ljubomir Janev          | SDSM    |